# Malina właściwa

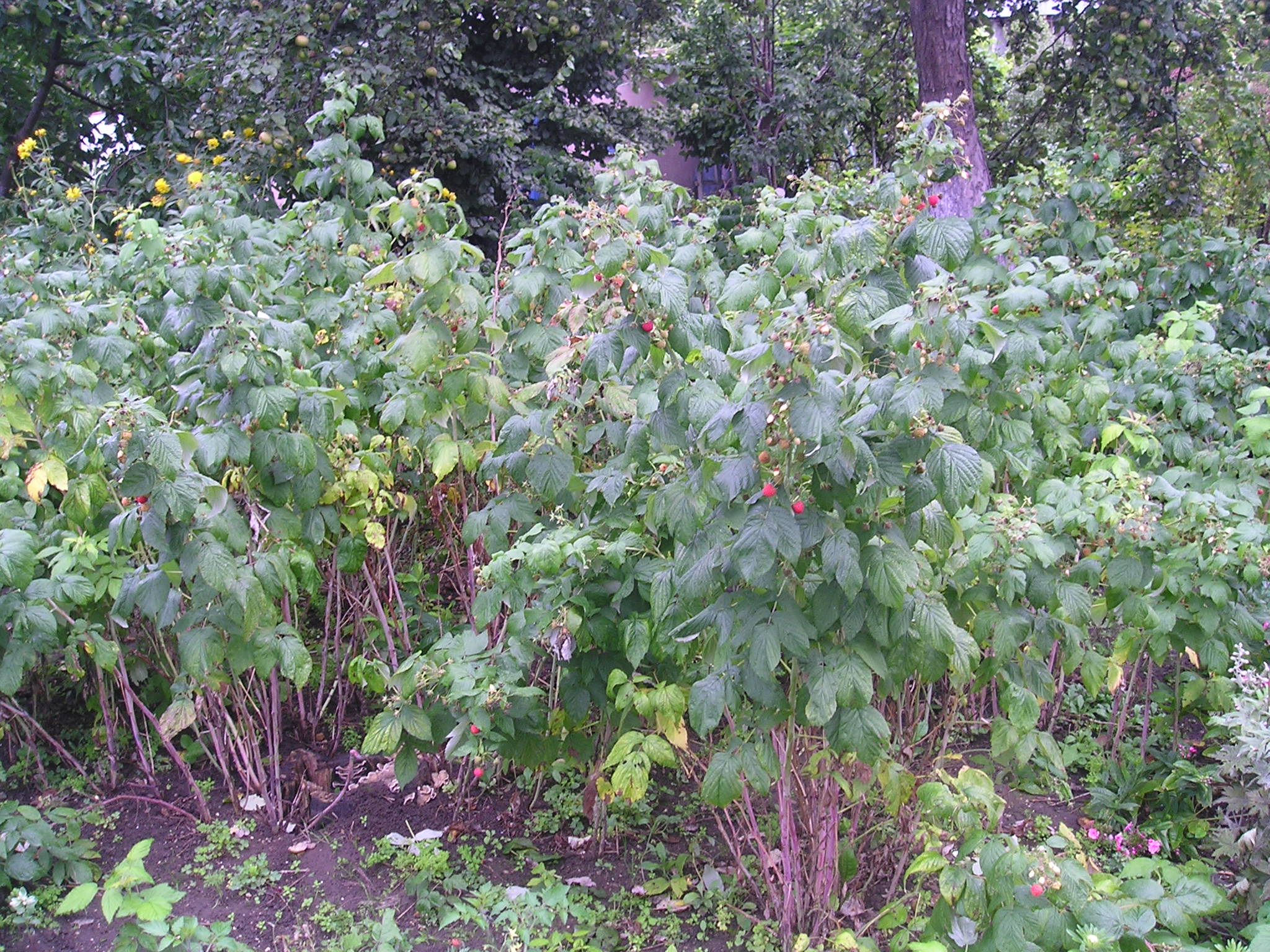
Malina właściwa uprawiana w ogrodzie

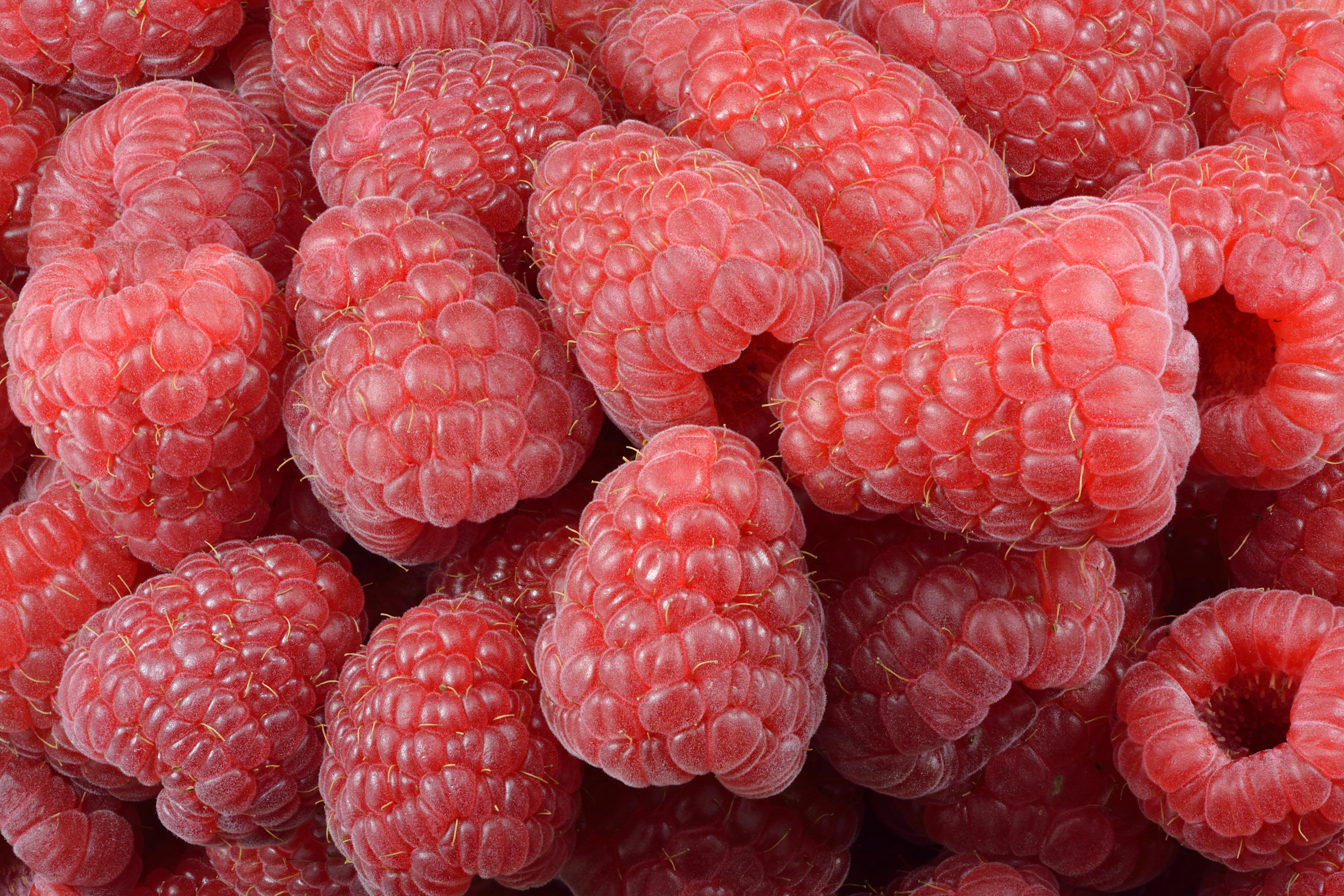
Owoce odmiany uprawnej

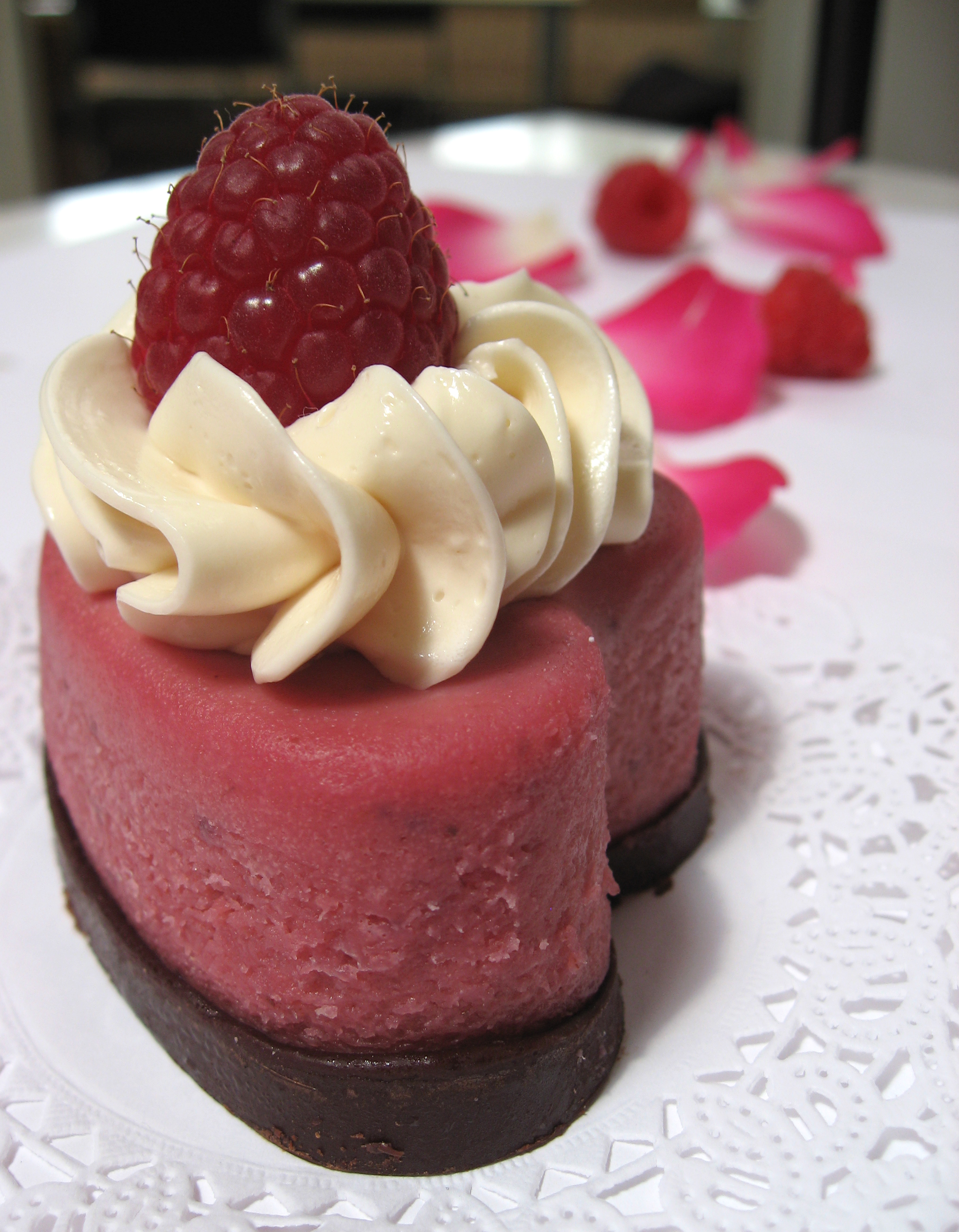
Deser malinowy

Malina właściwa (Rubus idaeus L.) – gatunek rośliny wieloletniej z rodziny różowatych. W stanie dzikim występuje na znacznej części Azji oraz w niemal całej Europie, oprócz Portugalii i Islandii. W Polsce jest pospolity na całym obszarze. Jest uprawiany w wielu regionach świata.
Maliny pojawiają się w źródłach ok. 300 r. p.n.e. Jako pierwszy raz uznał malinę za roślinę uprawną Palladius w IV w. n.e. Pierwsze uprawy malin znane są z przyklasztornych ogrodów i były wprowadzane od późnego średniowiecza, zaś w końcu XVIII w. pojawiły się pierwsze odmiany hodowlane.

## Morfologia
ŁodygaKrzew dorastający do 2 m wysokości, z podziemnymi rozłogami. Pędy wydłużone rózgowato i łukowo zwieszone, pokryte kolcami.
Liście3-5-7 listkowe, z wierzchu nagie, pod spodem biało kutnerowato owłosione, boczne listki siedzące. Brzeg liścia ostro piłkowany. Liście pędów owocujących zawsze trójlistkowe (nie dotyczy nowych odmian owocujących na pędach jednorocznych).
KwiatyBiałe, zwisłe, zebrane w luźne grona albo wiechy. Kwitnie od maja do sierpnia. Roślina miododajna.
OwoceSkłada się z licznych, czerwonych, rzadziej żółtych lub ciemnopurpurowych („czarne maliny”) puszysto owłosionych małych pestkowców zebranych w owoc zbiorowy, potocznie zwany „malinami”. W porze dojrzewania lekko oddziela się od stożkowatego dna kwiatowego (w przeciwieństwie do jeżyny). Nasiona o strukturze siatkowatej, pomarszczonej.

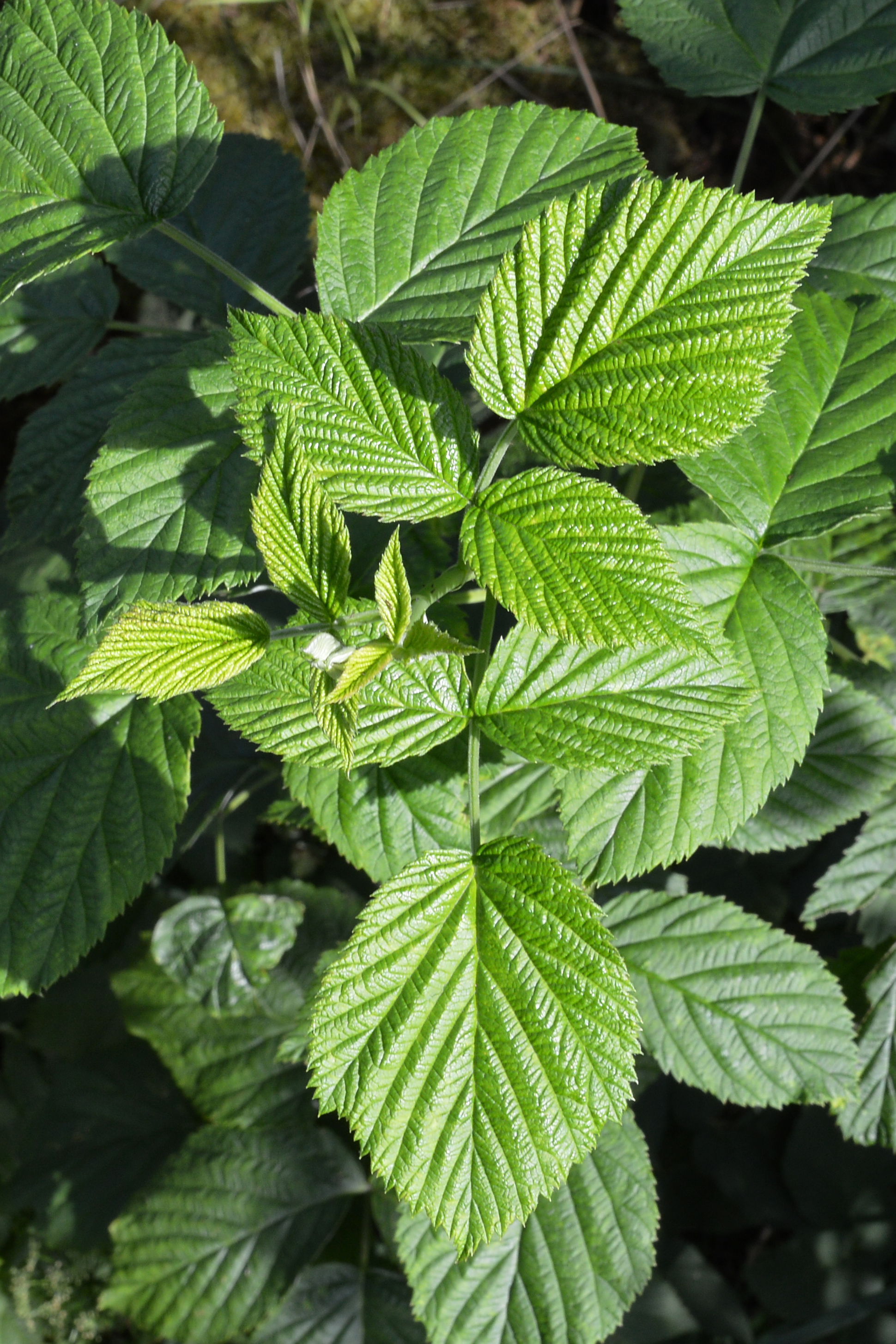
Liście
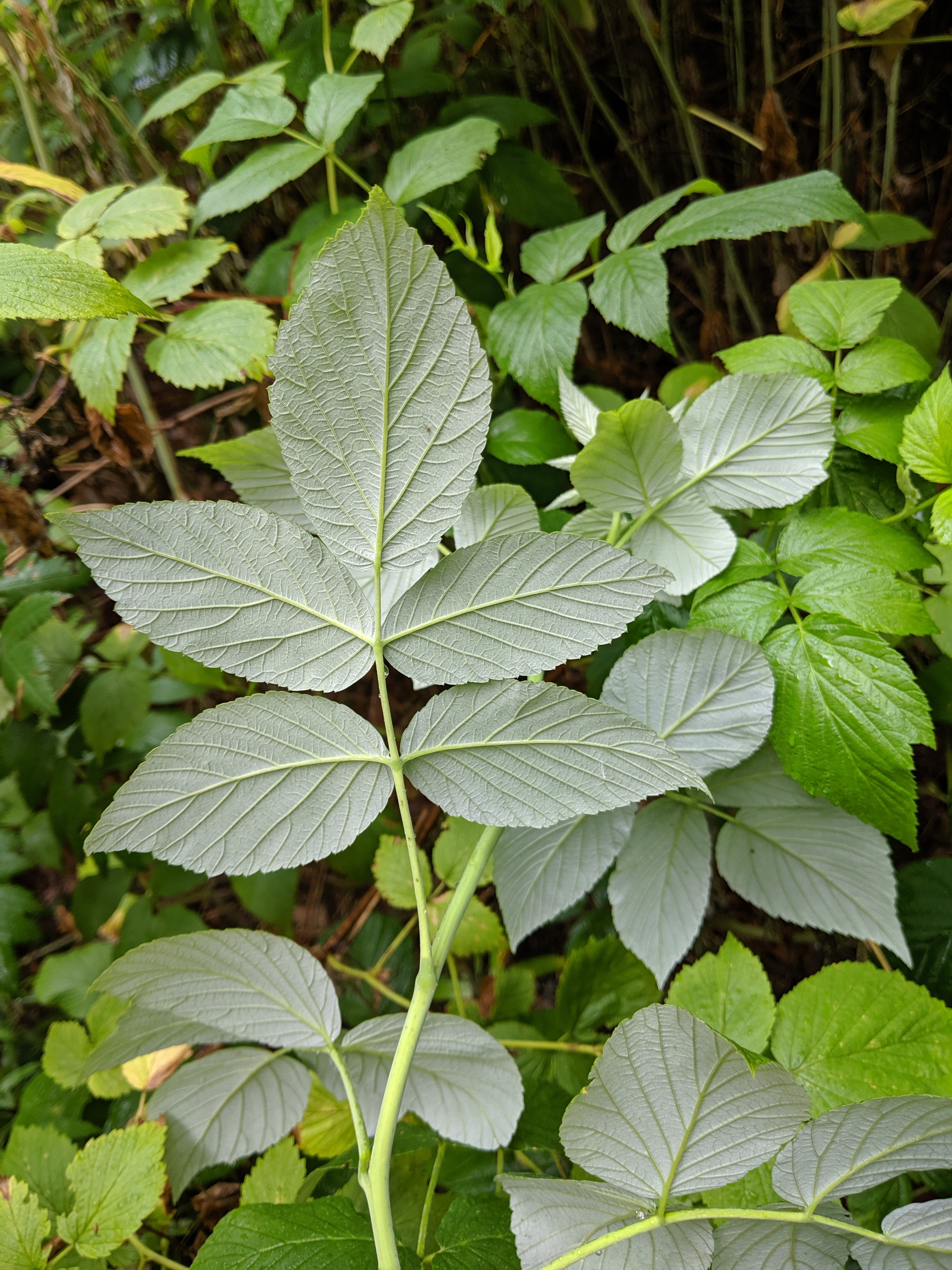
Liście
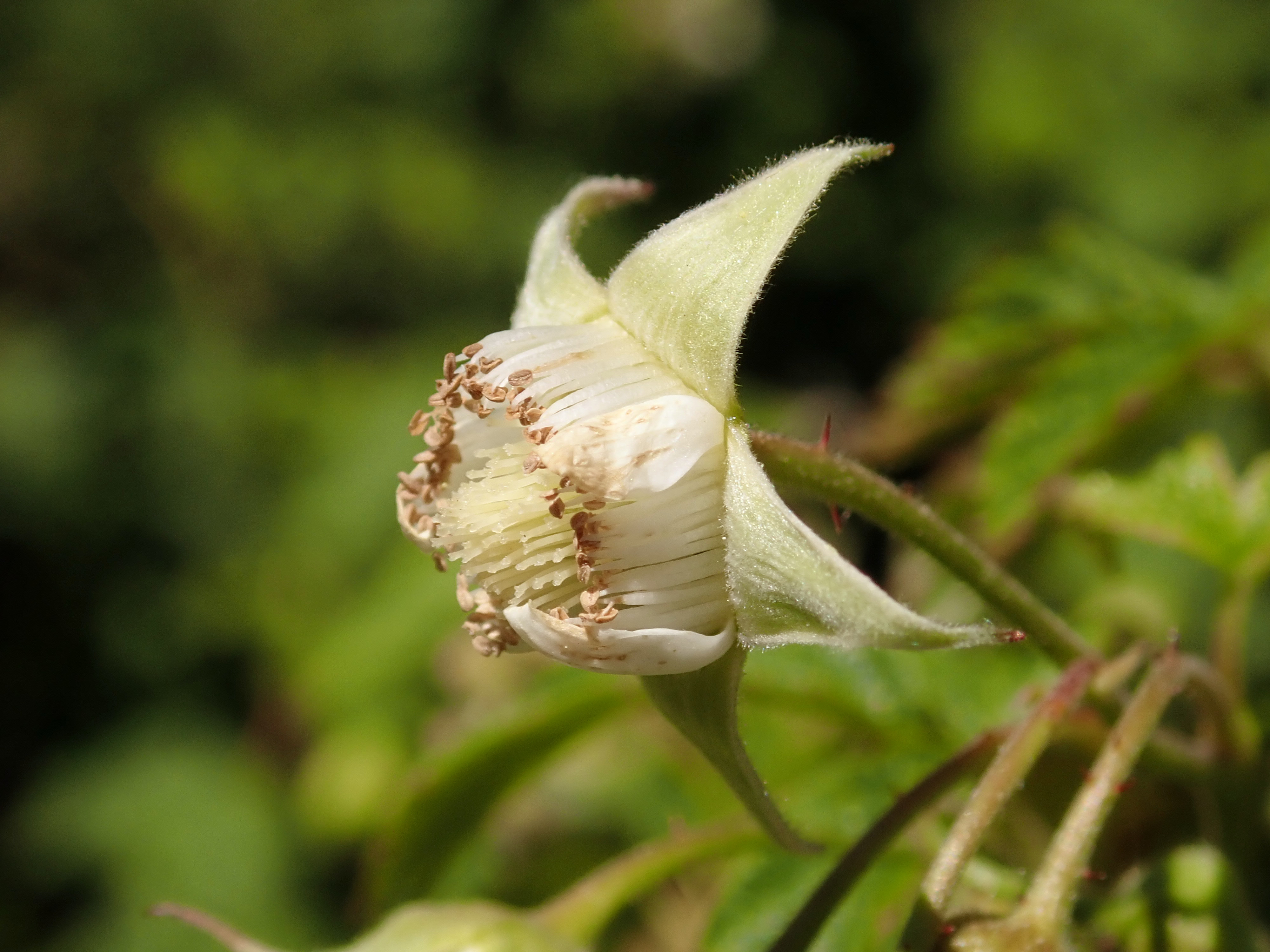
Kwiat
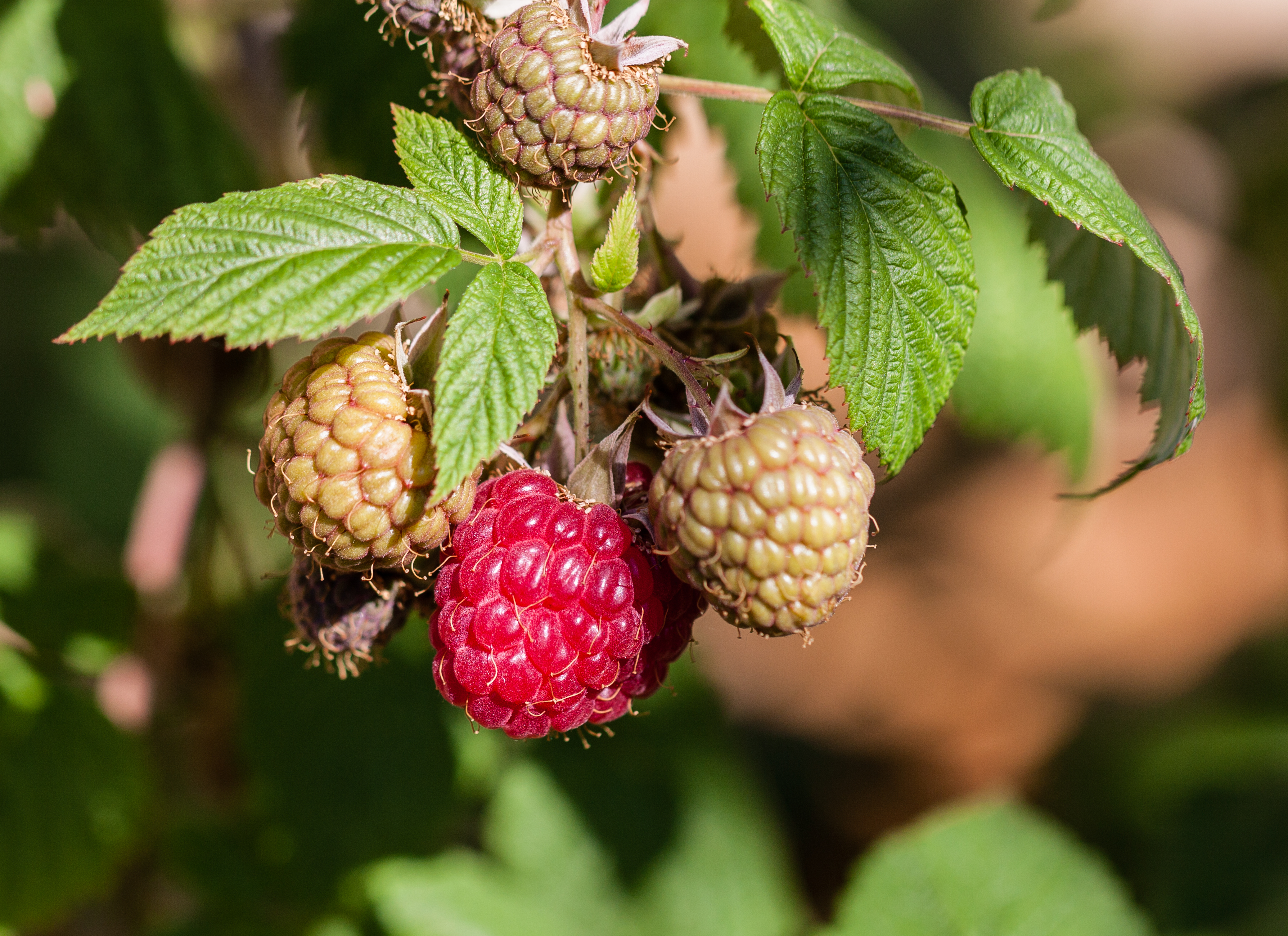
Owoce

## Biologia i ekologia
Krzew, nanofanerofit. Rośnie w lasach, zaroślach, ziołoroślach, na zrębach, na zboczach. Na niżu i w górach do 2000 m n.p.m. W klasyfikacji zbiorowisk roślinnych gatunek charakterystyczny dla klasy (Cl.) Epilobietea angustifolii i zespołu roślinności Rubetum idaei. Roślina z dużymi wymaganiami glebowymi. Rośnie najlepiej na stanowiskach osłoniętych od słońca i lekko zacienionych. Preferuje luźne, niezbyt suche, żyzne i bogate w składniki pokarmowe gleby o lekko kwaśnym odczynie. Malina jest rośliną o dużej odporności na mrozy.
Tworzy mieszańce z jeżyną popielicą (R. × pseudideus (Weihe) Lej.).

## Zastosowanie
- Roślina uprawna. Jest uprawiana jako krzew owocowy. Jej uprawa jest w Polsce dość rozpowszechniona. W uprawie znajduje się szereg odmian uprawnych będących mieszańcami międzygatunkowymi. Forma typowa i liczne odmiany owocują na pędach dwuletnich, od niedawna istnieją w uprawie odmiany owocujące na pędach jednorocznych.
- Sztuka kulinarna. Owoce są smaczne i pachnące, nadają się do spożycia zarówno na surowo, jak i na przetwory: soki, dżemy, konfitury. Ze względu na obecność związków purynowych powinni ich jednak unikać chorzy na podagrę oraz zapalenie nerek. U niektórych ludzi maliny wywołują uczulenie[8]. U dziko rosnących malin owoce są bardzo często robaczywe.
- Roślina lecznicza:
  - Surowiec zielarski: owoc Fructus Rubi idaei (Bacca Rubi idaei) bogaty w błonnik[9] (6,7 g/100 g), polifenole, witaminy A, B1, B2, B3 i C, karotenoidy, tokoferole, wapń, magnez, miedź, potas, cynk, mangan, żelazo, selen[4], olejek eteryczny, pektyny, pochodne cyjanidyny, a także kwasy organiczne jak choćby: cytrynowy, jabłkowy i salicylowy[10], kwas asparaginowy (304 mg na 100 g[9]) oraz kwas glutaminowy (195 mg na 100 g[9]); także liście – Folium Rubi idaei – duża zawartość witaminy C (300 mg%), garbniki, kwasy organiczne, śluzy, żywice.
  - Działanie: owoce mają działanie napotne i przeciwgorączkowe[4] oraz ogólnie wzmacniające ze względu na zawartość witamin. Podobne działanie, lecz jeszcze silniejsze mają liście, które ponadto działają moczopędnie, żółciopędnie, przeciwzapalnie, przeciwbakteryjnie, ściągająco, oraz poprawiają przemianę materii. Napar z suszu owocowego i liści wykorzystuje się w stanach gorączkowych[8].
  - Występujący w malinach kwas elagowy wykazuje działanie antyoksydacyjne, przeciwzapalne, przeciwnowotworowe i przeciwwirusowe[4].

Według Pulsu Biznesu w roku 2012 ze zbiorem 127 tys. ton Polska była największym producentem malin na świecie. Dane FAO za rok 2012 podają, że największym producentem jest Rosja ze 133 tys. ton rocznie, a następnie Polska ze średnim plonem 127 tys. ton.

## Choroby i szkodniki

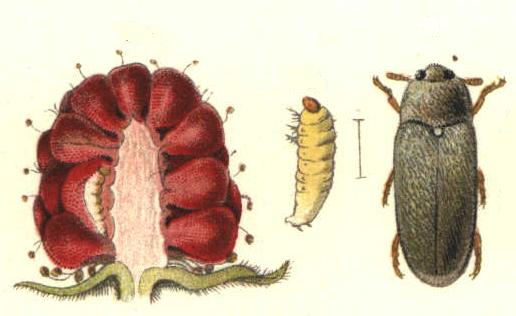
Kistnik malinowiec

- W okresie od kwietnia do czerwca samice pryszczarka malinowca (Lasioptera rubi) składają jaja na pędach. Larwy, które się z jaj wykluwają, żerują i powodują tworzenie się na pędach wyrośli. Powoduje to słabszy wzrost, łamanie się pędów i zmniejszenie plonowania. Uszkodzone pędy należy wyciąć i spalić.
- Od maja do czerwca pod odstającą korę pędów składają jaja samice pryszczarka namalinka łodygowego (Resseliella theobaldi Barnes). Larwy żerują gromadnie, wygryzając tkanki pędów. W miejscu żerowania pojawiają się brunatne przebarwienia. Miejsca te częściowo zamierają i są przyczyną intensywniejszego rozwoju grzyba Didymella applanata. Uszkodzone pędy przedwcześnie zasychają. Należy stosować zabiegi chemiczne w okresie lotu muchówek.
- Choroby maliny:
  - bakteryjne: guzowatość korzeni[15].
  - grzybowe: antraknoza maliny, biała plamistość liści maliny, mączniak prawdziwy maliny, przypąkowe zamieranie pędów maliny, rdza maliny, szara pleśń, werticilioza maliny, zamieranie podstawy pędów maliny, zgnilizna korzeni maliny[16]
  - wirusowe: chloroza nerwów liści maliny, kędzierzawka maliny, krzaczasta karłowatość maliny, mozaika maliny, pierścieniowa plamistość maliny, utajona pierścieniowa plamistość truskawki na malinie, żółtaczka nerwów liści maliny, żółta plamistość liści maliny[16].
  - Inne: karłowatość maliny[17].